# Пирофосфат натрия
Пирофосфат натрия — неорганическое соединение, соль щелочного металла натрия и пирофосфорной кислоты с формулой Na4P2O7. Пищевая добавка зарегистрирована под кодом E450, относится к группе пищевых стабилизаторов. В свободном виде представляет собой белый порошок без вкуса и со специфическим запахом. Он состоит из аниона пирофосфата и ионов натрия. В воде образует кристаллогидраты. Токсичность примерно в два раза выше, чем у поваренной соли при пероральном приёме.

## Производство
Пирофосфат натрия получают в результате реакции ортофосфорной кислоты с карбонатом натрия с образованием гидрофосфата натрия, который затем нагревают до 450 °C с образованием пирофосфата натрия:
2 Na2HPO4  →  Na4P2O7  +  H2O

## Использование
Пирофосфат натрия используется в качестве буферного агента, эмульгатора, диспергирующего агента и загустителя, а также часто используется в качестве пищевой добавки. Пирофосфат натрия добавляется во множество пищевых продуктов, включая рыбные палочки, куриные наггетсы, зефир, пудинг, крабовое мясо, консервированный тунец, альтернативы мясу на основе сои, а также в кошачий корм и кошачьи лакомства, где он используется в качестве усилителя вкусовых качеств.
В зубной пасте и зубной нити пирофосфат натрия действует как средство для борьбы с зубным камнем, удаляя кальций и магний из слюны и, таким образом, предотвращая их отложение на зубах. Пирофосфат натрия также используется в коммерческих ополаскивателях для полости рта перед чисткой щёткой, чтобы уменьшить налёт.
Пирофосфат натрия иногда используется в бытовых моющих средствах для предотвращения отложений на одежде, но из-за содержания фосфатов он вызывает эвтрофикацию воды, способствуя росту водорослей. Пирофосфат натрия также используется в механике грунтов, приводя грунт к предельной дисперсности.

## Безопасность
Пирофосфат натрия считался полностью безопасной пищевой добавкой в Европейском Союзе и использовался в качестве носителя при использовании антоцианов, а также во множестве категориях продуктов питания с максимальным уровнем использования от 5000 до 12000 мг/кг продукта. В 2019 году Европейское агентство по безопасности продуктов питания (EFSA) изменило дозировки пищевых добавок, являющиеся источником фосфора. По мнению EFSA, «предполагаемое общее потребление фосфатов с пищевыми продуктами может превышать безопасный уровень ... EFSA пересмотрела допустимое суточное потребление (ДСП) для всей группы фосфатов, являющиеся источником фосфора ... Группа экспертов пришла к выводу, что, с учётом изменения уровня ДСП, потребление фосфора в размере 40 мг/кг массы тела в день из продуктов питания не оказывает вредного воздействия».
Согласно мнению экспертов Управлению по санитарному надзору за качеством пищевых продуктов и медикаментов (FDA), пирофосфат натрия считается «общепризнанным безопасным при использовании в соответствии с надлежащей производственной практикой».
Объединённый экспертный комитет ФАО/ВОЗ по пищевым добавкам в 1982 году счёл группу фосфатов (E338–341, E343, E450–452) безопасными пищевыми добавками при условии употребления не более 70 мг/кг массы тела (впоследствии, данное количество было оспорено EFSA как небезопасное)